# Syndicat national des directeurs de parcs zoologiques
La Société nationale des parcs zoologiques (ou SNDPZ) anciennement Syndicat national des directeurs de parcs zoologiques est une association professionnelle créée officiellement en 1975, constituée à l'origine pour les parcs zoologiques publics, et qui regroupe les responsables (la plupart du temps capacitaires) d’une grande partie des zoos français, tous types de structure confondus. 
Les objectifs de la SNDPZ sont de contribuer directement ou indirectement aux finalités des établissements zoologiques dans les domaines suivants :
1. Conservation des espèces
2. Protection de la nature
3. Education
4. Sensibilisation à la préservation de la biodiversité
5. Recherche scientifique
6. Information zoologique
7. Loisirs

Le 13 mai 2014, l’assemblée générale extraordinaire de la SNDPZ a voté la dissolution de la société et son absorption au sein de l’AFdPZ.